# Charmbracelet World Tour: An Intimate Evening with Mariah Carey
Charmbracelet World Tour: An Intimate Evening with Mariah Carey é a turnê mundial de Mariah Carey realizada em 2003/2004. A turnê leva nome do novo álbum da cantora, Charmbracelet, de 2002, que foi lançado seis meses antes.

## História

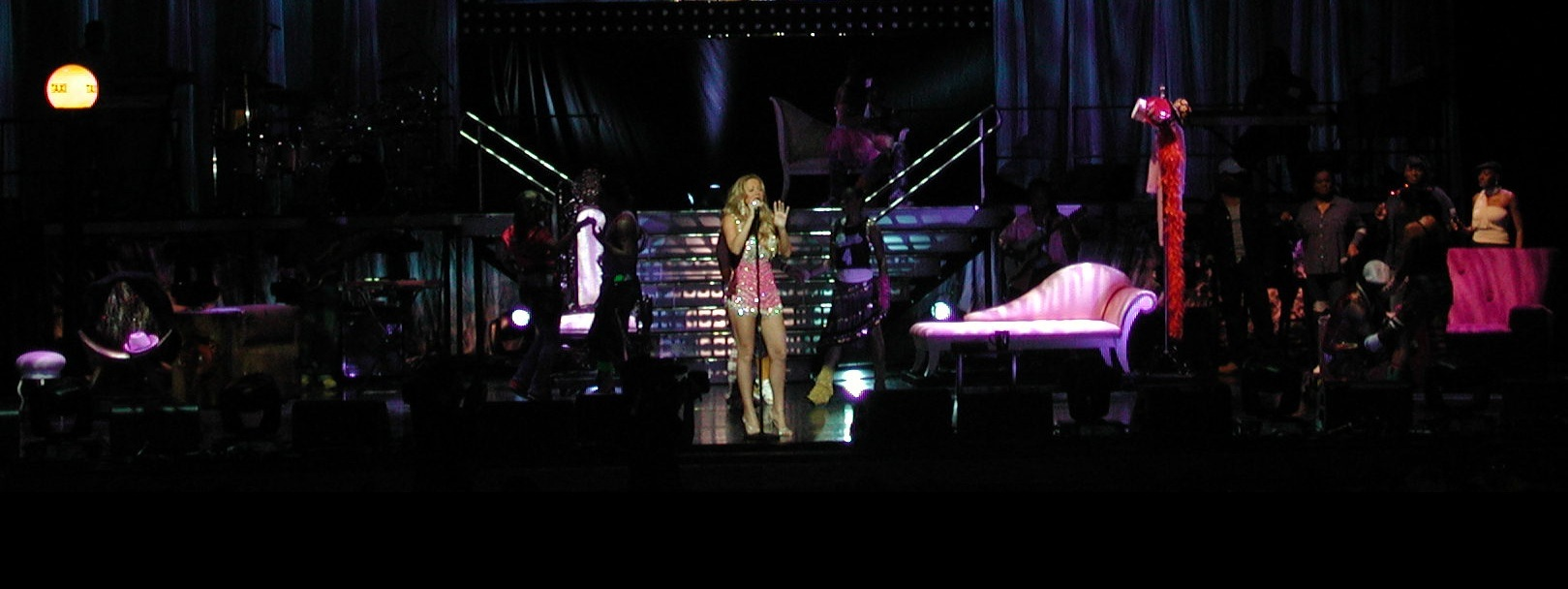
Mariah no dia 3 de Setembro de 2003 em um show nos Estados Unidos

Esta foi a primeira turnê de Carey desde da turnê Rainbow World Tour em 2000. No geral foi a sua quinta turnê com maior duração de oito meses. Nas turnês anteriores, Carey havia ficado restrita a alguns países europeus, Japão e os Estados Unidos em 1993 e 2000, geralmente composta de shows muito poucos. Charmbracelet World Tour, por outro lado, era verdadeiramente uma turnê mundial, tocando em muitos lugares na Ásia Oriental, Sudeste Asiático e no Oriente Médio.
O comprimento de longa duração da turnê não tinha sido realmente planejado. Após o trecho inicial da turnê, Carey decidiu acrescentar datas adicionais. Para as novas datas, ela realizou uma mostra mais condensada, cortando várias músicas do setlist e realizando novas canções em seu lugar com elementos de Natal durante os períodos sazonais. Os seus fãs a elogiaram por estar com uma excelente voz em toda a turnê e ela afirmou que a turnê preparou a sua voz para gravar seu próximo álbum The Emancipation of Mimi.
A imagem sexual de Carey também gerou alguma controvérsia durante a turnê. Em vários países, ela foi muitas vezes criticada por sua escolha do vestido, e um jovem líder pan-islâmico tentou proibi-la de se apresentar na Malásia. Carey optou por vestir calça jeans e um top para todo o concerto malaio.
O local com maior número de pessoas foi em Manila, nas Filipinas, onde 30.000 pessoas compareceram. Segundo a Billboard, a turnê arrecadou $ 75 milhões de dólares em todo o mundo, faturando muito mais no exterior do que na América.
A turnê passou em alguns países asiáticos, que eram remarcados ou cancelados devido a uma doença respiratória conhecida como síndrome respiratória aguda grave. A turnê foi cancelada em Singapura, e na Coreia do Sul a turnê foi remarcada.

## Repertório
1. Looking In (video introduction)
2. Heartbreaker (Remix)
3. Dreamlover
4. Through the Rain
5. My All (Club Mix)
6. Clown (cut in Manchester, and after the European leg)
7. Can't Take That Away (Mariah's Theme) (cut in Japan)
8. Honey
9. I Know What You Want
10. Subtle Invitation (cut in Manchester, and after the European leg)
11. My Saving Grace
12. I'll Be There
13. Bringin' on the Heartbreak (cut in Manchester, and after the European leg)
14. Fantasy (Remix)
15. Always Be My Baby (cut at the December U.S. shows)
16. Make It Happen
17. Without You (Europe, Manila and Thailand only)
18. Vision of Love (cut in Japan and Dubai)
19. Hero
20. Butterfly  (outro)
21. All I Want for Christmas Is You (Japan and December U.S. shows only)

### Músicas adicionais
- You Got Me (Seoul date only)
- One Sweet Day  (St. Louis, Mashantucket and Denver dates only)
- What Would You Do (12/17 Los Angeles only)
- Joy to the World (December U.S. shows only)
- Hark! The Herald Angels Sing (December U.S. shows only)

## Datas da turnê
| Ásia                |                           |                        |                                        |
| 21 de junho de 2003 | Seul                      | Coreia do Sul          | Olympic Gymnastics Arena               |
| 24 de junho de 2003 | Osaka                     | Japão                  | Osaka-jō Hall                          |
| 26 de junho de 2003 | Osaka                     | Japão                  | Osaka-jō Hall                          |
| 29 de junho de 2003 | Fukuoka                   | Japão                  | Marine Messe Fukuoka                   |
| 1 de julho de 003   | Fukuoka                   | Japão                  | Marine Messe Fukuoka                   |
| 3 de julho de 2003  | Hiroshima                 | Japão                  | Hiroshima Sun Plaza                    |
| July 06, 2003       | Tokyo                     | Japão                  | Nippon Budokan                         |
| July 08, 2003       | Tokyo                     | Japão                  | Nippon Budokan                         |
| July 10, 2003       | Tokyo                     | Japão                  | Nippon Budokan                         |
| July 13, 2003       | Nagoya                    | Japão                  | Rainbow Hall                           |
| July 15, 2003       | Nagoya                    | Japão                  | Rainbow Hall                           |
| América do Norte    |                           |                        |                                        |
| July 26, 2003       | Las Vegas                 | Estados Unidos         | Caesars Palace                         |
| July 29, 2003       | Chicago                   | Estados Unidos         | United Center                          |
| August 01, 2003     | St. Louis                 | Estados Unidos         | Fox Theatre                            |
| August 03, 2003     | Cleveland                 | Estados Unidos         | Scene Pavilion                         |
| August 05, 2003     | Columbia                  | Estados Unidos         | Merriweather Post Pavilion             |
| August 07, 2003     | Toronto                   | Canadá                 | Air Canada Centre                      |
| August 10, 2003     | Denver                    | Estados Unidos         | Red Rocks Amphitheatre                 |
| August 13, 2003     | Concord                   | Estados Unidos         | Chronicle Pavilion                     |
| August 15, 2003     | San Diego                 | Estados Unidos         | SDSU Open Air Theatre                  |
| August 18, 2003     | Los Angeles               | Estados Unidos         | Universal Amphitheatre                 |
| August 21, 2003     | Los Angeles               | Estados Unidos         | Universal Amphitheatre                 |
| August 23, 2003     | Phoenix                   | Estados Unidos         | Dodge Theater                          |
| August 26, 2003     | Grand Prairie, Texas      | Estados Unidos         | Nokia Theatre                          |
| August 28, 2003     | The Woodlands             | Estados Unidos         | The Pavilion                           |
| August 30, 2003     | Orlando                   | Estados Unidos         | Bob Carr Performing Arts Centre        |
| September 01, 2003  | Fort Lauderdale           | Estados Unidos         | Broward Center                         |
| September 03, 2003  | Tampa                     | Estados Unidos         | The Tampa Bay                          |
| September 06, 2003  | Ledyard                   | Estados Unidos         | Foxwoods Resort Casino                 |
| September 08, 2003  | Boston                    | Estados Unidos         | Wang Center                            |
| September 10, 2003  | Philadelphia              | Estados Unidos         | Tower Theatre                          |
| September 12, 2003  | Wallingford               | Estados Unidos         | Oakdale Theatre                        |
| September 14, 2003  | Cincinnati                | Estados Unidos         | U.S. Bank Arena                        |
| September 18, 2003  | New York                  | Estados Unidos         | Radio City Music Hall                  |
| September 20, 2003  | Atlantic City, New Jersey | Estados Unidos         | Trump Taj                              |
| September 23, 2003  | Manchester                | Estados Unidos         | Verizon Wireless Arena                 |
| Europa              |                           |                        |                                        |
| September 27, 2003  | Moscow                    | Rússia                 | State Kremlin Palace                   |
| September 29, 2003  | Moscow                    | Rússia                 | State Kremlin Palace                   |
| October 02, 2003    | Saint Petersburg          | Rússia                 | Ice Palace                             |
| October 05, 2003    | Stockholm                 | Suécia                 | Globen                                 |
| October 08, 2003    | Rotterdam                 | Holanda                | Ahoy Rotterdam                         |
| October 10, 2003    | Hamburg                   | Alemanha               | Color Line Arena                       |
| October 13, 2003    | Berlin                    | Alemanha               | Max-Schmeling-Halle                    |
| October 16, 2003    | Munich                    | Alemanha               | Olympiahalle                           |
| October 19, 2003    | Viena                     | Áustria                | Wiener Stadthalle                      |
| October 22, 2003    | Zürich                    | Suíça                  | Hallenstadion                          |
| October 25, 2003    | Glasgow                   | Reino Unido            | SECC                                   |
| October 28, 2003    | Birmingham                | Reino Unido            | National Exhibition Centre             |
| October 30, 2003    | London                    | Reino Unido            | Wembley Arena                          |
| November 01, 2003   | Manchester                | Reino Unido            | MEN Arena                              |
| November 04, 2003   | Paris                     | França                 | Palais Omnisports de Paris-Bercy       |
| November 07, 2003   | Milão                     | Itália                 | Fila Forum                             |
| Ásia                |                           |                        |                                        |
| November 12, 2003   | Shanghai                  | China                  | Hong Kou Stadium                       |
| November 14, 2003   | Shanghai                  | China                  | Hong Kou Stadium                       |
| November 16, 2003   | Manila                    | Filipinas              | Bonifacio Global City Open Field       |
| América do Norte    |                           |                        |                                        |
| December 9, 2003    | Portland, Oregon          | Estados Unidos         | Arlene Schnitzer Concert Hall          |
| December 10, 2003   | Seattle                   | Estados Unidos         | McCaw Hall                             |
| December 12, 2003   | San Jose, California      | Estados Unidos         | HP Pavilion at San Jose                |
| December 15, 2003   | Santa Barbara             | Estados Unidos         | Arlington Theater                      |
| December 17, 2003   | Los Angeles               | Estados Unidos         | Universal Amphitheater                 |
| December 19, 2003   | Tucson                    | Estados Unidos         | TCC Arena                              |
| December 20, 2003   | Las Vegas                 | Estados Unidos         | Theatre for the Performing Arts        |
| December 22, 2003   | Costa Mesa                | Estados Unidos         | Orange County PAC                      |
| Ásia                |                           |                        |                                        |
| February 13, 2004   | Busan                     | Coreia do Sul          | Busan Exhibition and Convention Center |
| February 15, 2004   | Jacarta                   | Indonésia              | Jakarta Convention Center              |
| February 17, 2004   | Bangkok                   | Tailândia              | IMPACT Arena                           |
| February 20, 2004   | Kuala Lumpur              | Malásia                | Merdeka Stadium                        |
| February 24, 2004   | Beirut                    | Líbano                 | B.I.E.L.                               |
| February 26, 2004   | Dubai                     | Emirados Árabes Unidos | Dubai Media City                       |

-->